# Kup (Ungheria)
Kup è un comune dell'Ungheria di 460 abitanti (dati 2001). È situato nella contea di Veszprém.